# Carl von Schlotheim
Freiherr Carl Ludwig Theodor von Schlotheim (* 2. April 1796; † 14. Mai 1869 in Bad Oeynhausen oder Wietersheim?) war ein deutscher Regierungsbeamter und Abgeordneter. Von 1849 bis 1869 war er Landrat des preußischen Kreises Minden in Westfalen.

## Leben

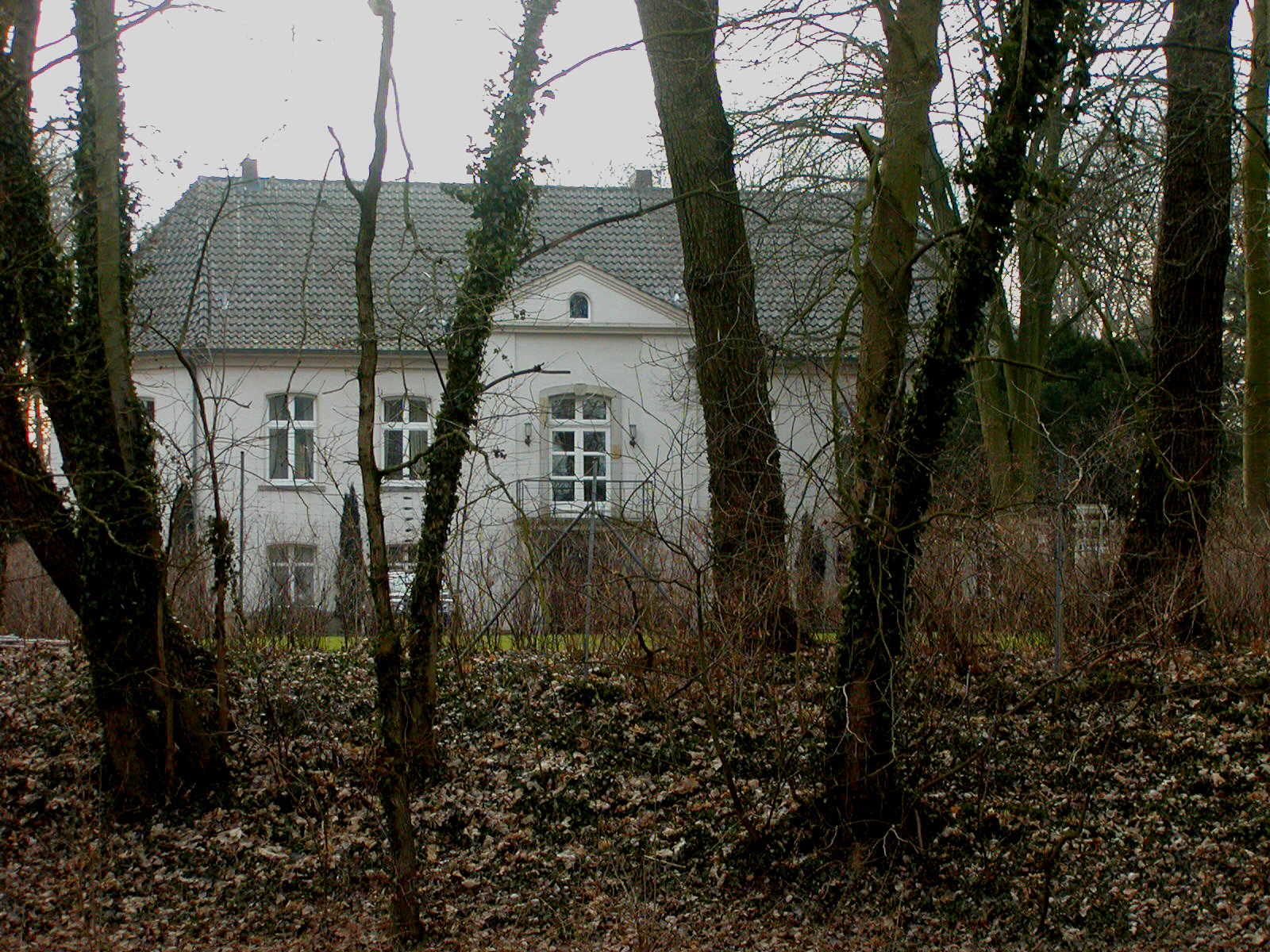
Schloss Wietersheim

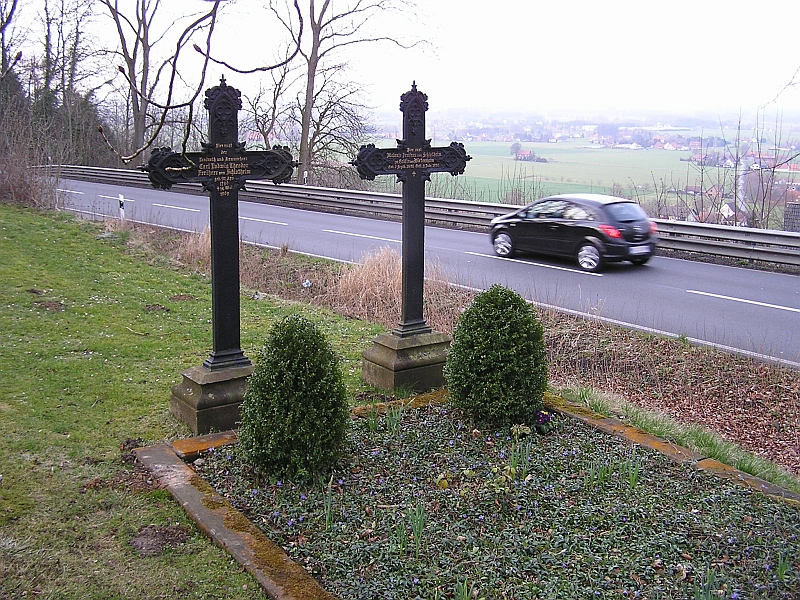
Grab Carls von Schlotheim am Pass in Bergkirchen, mit Blick auf den Kreis Minden

Carl von Schlotheim wurde 1796 als Sohn einer Familie aus thüringischem Uradel geboren; der Freiherrenstand der Familie wurde 1844 durch den preußischen König bestätigt. Schlotheim war Sohn des kurhessischen Offiziers und späteren Generals Ernst Wilhelm von Schlotheim (1764–1845) und dessen Ehefrau Charlotte Sophie Sabine Dorothea von Lehsten (1772–1840). In seiner Jugend war er Page am Kasseler Hof von Jérôme Bonaparte, dem König von Westphalen (1807–1813).
Carl von Schlotheim wurde Offizier, nahm als Major seinen Abschied und wurde Amtmann auf Schloss Wietersheim, das 1820 durch seine Heirat in seinen Besitz gekommen war. Ab 1837 war er Mitglied im Kreistag des Kreises Minden. Während seiner Zeit als Amtmann förderte er den Ausbau der Deiche entlang der Weser; diese Maßnahme gab zahlreichen Menschen einen Arbeitsplatz. 
Am 14. März 1849 wurde Schlotheim mit der Verwaltung des Landratsamtes im Kreis Minden beauftragt und am 30. November 1850 endgültig zum Landrat ernannt. Während seiner Amtszeit wurden mit 15.000 Talern Staatszuschuss im Gebiet der heutigen Stadt Petershagen zahlreiche Deiche entlang der Weser errichtet, die größtenteils noch heute ihre Funktion im Hochwasserschutz haben. Carl von Schlotheim gilt als der „Straßenbauer“ des Kreises Minden. 
Am 26. November 1853 beschloss der Kreistag einstimmig die von Carl von Schlotheim vorgelegte Denkschrift Promemoria als Programm für die Entwicklung des Kreises Minden. In dieser Denkschrift hatte er vorgeschlagen, die 135 Kilometer Straßen des Kreises in einem umfangreichen Programm von etwa 2000 arbeitslosen Tagelöhnern ausbauen zu lassen. Dieses Programm stellte sich in den folgenden Jahren als vorbildliche Arbeitsbeschaffungsmaßnahme heraus, die dem Kreis zu einem wirtschaftlichen Aufschwung verhalf. Das Programm gab den Tagelöhnerfamilien eine wirtschaftliche Perspektive und entlastete die Gemeinden von der Armenfürsorge. Die wirtschaftliche Not war in der Mitte des 19. Jahrhunderts sehr groß: so musste zum Beispiel das Amt Petershagen 1859 und 1861 1565 Taler für die Armenfürsorge aufwenden.
Carl von Schlotheim war Mitglied des preußischen Abgeordnetenhauses.

## Familie
Carl von Schlotheim war evangelisch und seit 15. November 1820 verheiratet. Seine Frau Félicité-Mélanie Adélaïde geb. Lagarde (* 1803 in Nantes; † 1876) war eine leibliche Tochter von Jérôme Bonaparte, der sie 1810 zur Gräfin von Wietersheim erhob. Schlotheim heiratete sie am 15. November 1820 in Triest, wo Jérôme Bonaparte im Exil lebte. Das Paar hatte vier Kinder:
- Eduard* Ernst Franz Johann von Schlotheim, wurde Pastor
- Charlotte* Luitgarde Ernestine Melanie von Schlotheim
- Mathilde* Auguste Charlotte Henriette Emilie von Schlotheim, heiratete 1853 Wilhelm von der Horst, preußischer Oberstleutnant a. D.
- Emilie* Jeromia Melanie von Schlotheim, heiratete 1854 Oskar Meding (1828–1903), Regierungsrat und Schriftsteller

## Auszeichnungen
Carl von Schlotheim war preußischer Kammerherr, Träger des Roten Adlerordens IV. Klasse sowie des Ernst-August-Ordens 1. Klasse und Rechtsritter des Johanniterordens.